# Heinrich Precht
Heinrich Precht (1852-1924) fue un químico alemán.

## Biografía
Nacido en Jübber en 1852, fue ayudante de la Escuela Industrial Superior de Hannover (1876-1878). Fundó y dirigió las fábricas de productos químicos de Salzbergwerkes Neu-Staßfurt, destinadas a la producción de cloruro potásico, bromo, sulfato potásico, carbonato potásico, ácido clorhídrico y cloruro de cal. Escribió títulos como Untersuchungen über Derivate des Acetessigäthers und der Dehydracetsäure (Hannover, 1877), Die Salz-Industrie von Stassfurt und Umgegend (Stassfurt), 1882, y otros trabajos en varias revistas científicas. En la Enciclopedia universal ilustrada europeo-americana figura como «Enrique Precht».